# Delias mullerensis
Delias mullerensis é uma borboleta da família Pieridae. Foi descrita por Sadaharu Morinaka e T. Nakazawa em 1999. Pode ser encontrada na Cordilheira Muller e no Planalto Central da Papua Nova Guiné.